# هشام السبتي
هشام حسين السبتي  شاعر كويتي، ولد بالكويت عام 1946م

## مناصبه
- عضو في رابطة الأدباء الكويتيين.
- يمارس الكتابة في الصحف المحلية.

## نشأته
نشأ من عائلة لها اهتمامات كبيرة في الادب والصحافة، مثل علي السبتي الذي يعد أحد رواد القصيدة الحديثة في الكويت وهو شاعر أصيل وكذلك أياد السبتي كاتب وصحافي صدر له كتاب بعنوان دماء ونفط.
أضافت نشأته في هذا المناخ الثقافي أبعادا من الوعي المبكر بدوره في الحياة، وزرعت في داخله حبة للأدب.
قرأ في صباه كثيراً من كتب الادب والشعر في العصور المختلفة، وتأثر بكبار الشعراء الرواد ورجال النهضة الادبية، وكذلك تأثره بالمدرسة الرومانسية وجماعة أبولو وكذلك عراء القصيدة الحديثة.

## إصداراته
ديوان من آلام الغزو وديوان ليالي الألم عام 1992م

## من ديوانه: ليالي الالم
وهي مجموعة قصائد تحمل تجربة المنفى القسري الذي سقط فيه أهل الكويت ليلة الثاني من أغسطس عام 1990م فهي تجربة الالم والغربة والمقاومة فيقول:
كانت أمامي ومضة
وجدتها فيضا من الايمان
بكيت آه
توضأت حروف قلبي كلها ملوثة
قبل أن اسجد في الصلاة
سمعتها تهمس في الفؤاد
ما أظلم الإنسان
فقلت: الظلم كل الظلم من صدام

## وصلات خارجية
صفحة هشاب السبتي في موقع مؤسسة عبد العزيز سعود البابطين للإبداع الشعري